# Macrochaetus longisetus
Macrochaetus longisetus är en hjuldjursart som beskrevs av Fusa Sudzuki H. 1991. Macrochaetus longisetus ingår i släktet Macrochaetus och familjen Trichotriidae. Inga underarter finns listade i Catalogue of Life.